# マチュー・シェディッド
マチュー・シェディッド（Matthieu Chedid, 1971年12月21日 - ）は、「-M-」というアーティスト名で活躍するフランス生まれのシンガーソングライター、ミュージシャン、歌手、作曲家。

## 人物
1971年にフランスのパリ市郊外の街ブローニュ＝ビヤンクールに生まれる。
父親は同じくシンガーソングライターであるルイ・シェディッド（Louis Chedid）、父方の祖母のアンドレ・シェディッド（Andrée Chedid）はフランス人とエジプト人の両親のもとにレバノンに生まれた文筆家であった。また、姉のエミリー・シェディッド（Émilie Chedid）は映画監督であり、妹のアンナ・シェディッド（Anna Chedid）はNachというグループで活躍するミュージシャンである。
芸術的要素が溢れた家庭環境の中で生まれ育った影響から、早くから音楽に興味を示す。Julien Voulzy、Pierre SouchonやMathieu Boogaertsらと共に複数のバンド活動を経験。
その後、幼馴染みの協力を得てアーティスト「-M-」の世界観が構築されることとなる。

## 略歴
ミュージシャンとしての経歴は、様々な著名アーティストとの楽曲制作、コンサート共演を経て広がっていく。
シェディッド本人はギタリストでもあり、ジミー・ヘンドリックスの崇拝者としても知られている。

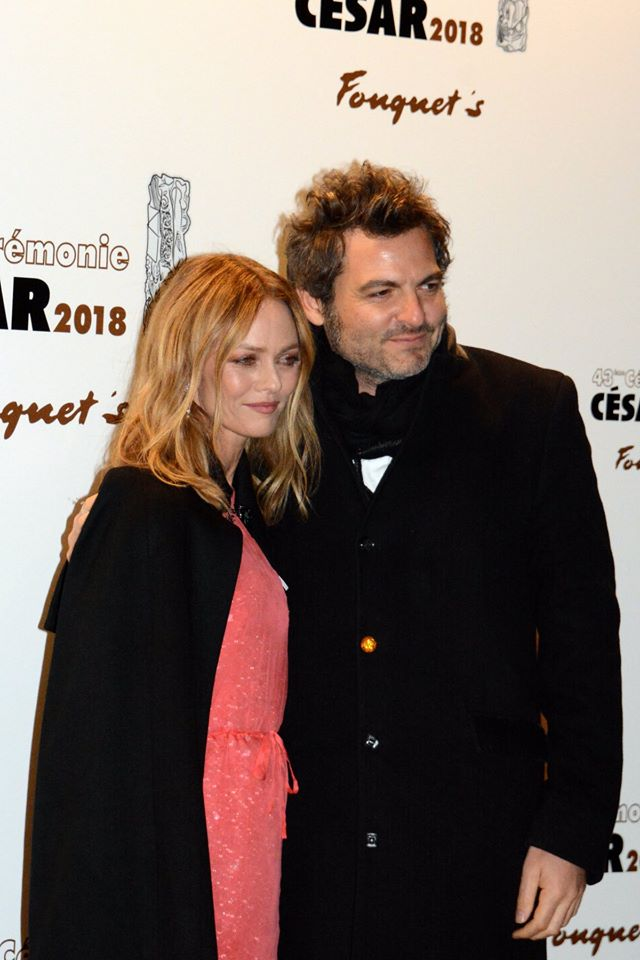
ヴァネッサ・パラディとシェディッド（右・2018年）

ヴァネッサ・パラディへの楽曲提供の折に、彼女のツアーにギタリストとして参加をしたこともある。
1997年にソロとしてのファースト・アルバム『Le Baptême』を発表。

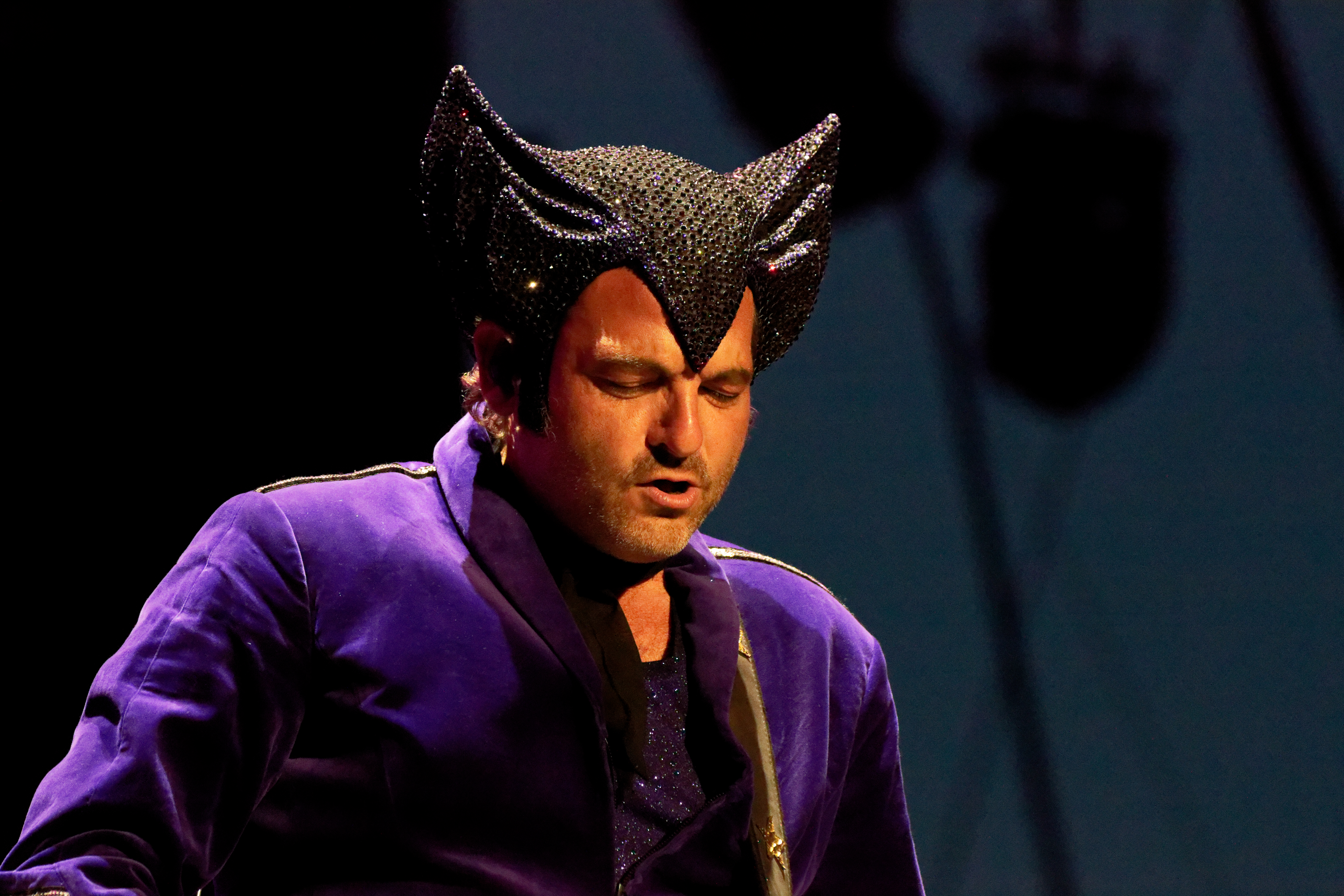
-M-の髪型（2022年）

この頃から「-M-」を象った髪型に奇抜なコスチュームを身につけパフォーマンスを行うようになる。
アーティスト「-M-」は、マチュー・シェディッドの人格を含んだ他の人格であり、「-M-」がシェディッドに他にはない世界観を表現するために自身を解き放つことを可能にした。
当初は小さな会場でのライブ活動をはじめ、徐々にアーティスト「-M-」の価値が評価されていく。ヴァネッサ・パラディとのコラボレーションを経た後の1999年に、セカンド・アルバム『Je dis aime』を発表し、同アルバムの売り上げ枚数は20万枚以上を記録した。
4年後の2003年には、初の試みとなる実験音楽を収録したアルバム『Labo M』を発表。同アルバムに収録されている楽曲のほとんどはインストゥルメンタルで構成されている。
同年秋には3枚目のオリジナル・アルバム『Qui de nous deux?』を発表。このアルバムを引っさげ行われたツアーは大成功を収め、最大20300人の収容人数を誇るパリ・ベルシーにあるAccorHotels Arenaでの3度の公演は前売りの段階でほぼ完売となった。
2009年にはアルバム『Mister Mystère』を発表。
この頃から、トレードマークであった髪型と奇抜な格好のスタイルから変化をしていく。2012年にはアルバム『Îl』を発表。翌2013年には、同アルバムを引っさげてのツアーを決行。このツアーでは、ボーカルとギター・ソロに「-M-」、フルスケールギターとベースにBrad Thomas Ackley、ドラムにLawrence Claisという少人数のバンド構成でありながら、彼らが披露する演奏内容の質の高さから「パワー・トリオ」と称された。
2014年には、中国のグループ「AM444」とのコラボレーションを行うなど、「-M-」の活躍は限りなく変化を続け留まることを知らない。

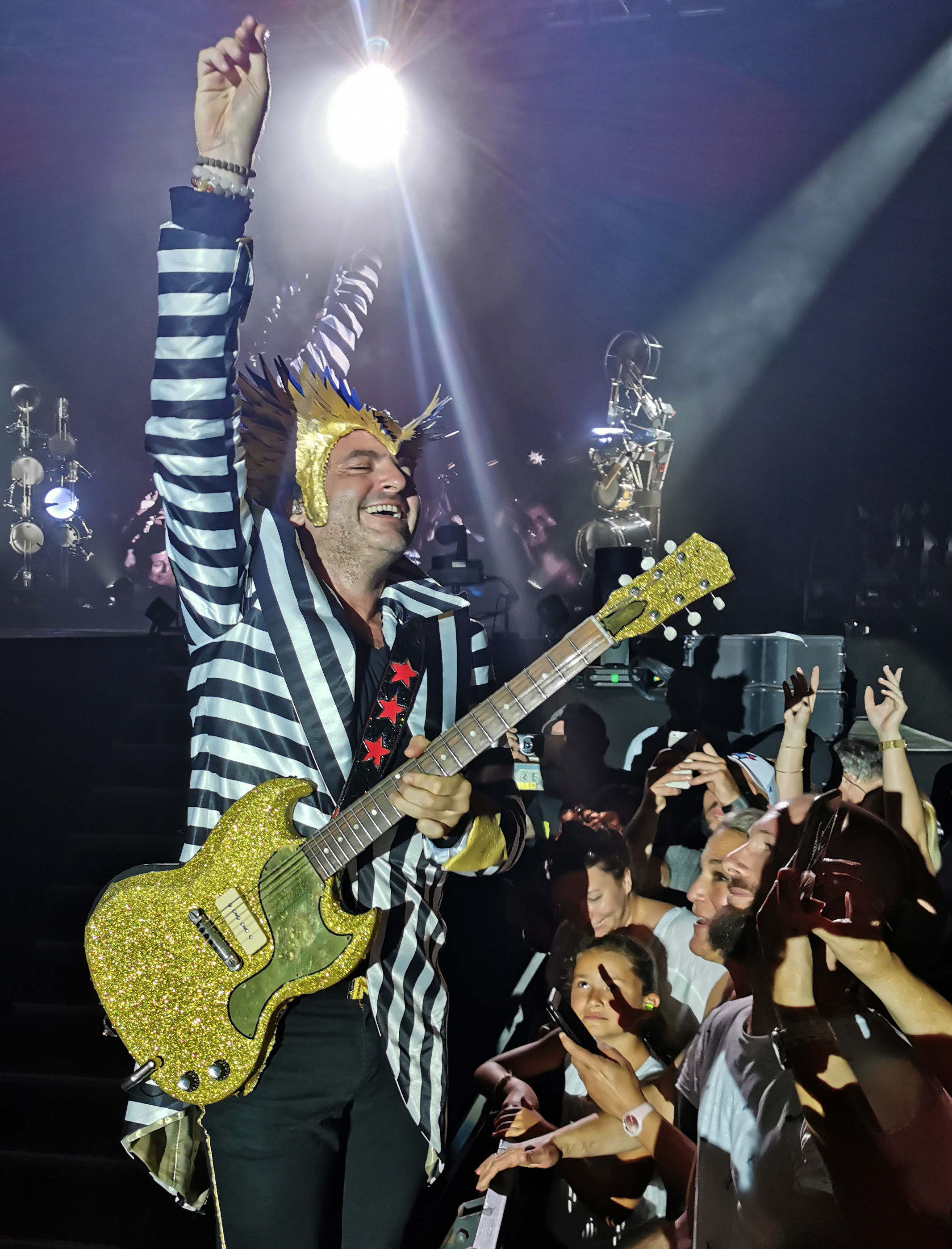
アルビでのライブ（2019年）

## 日本での展開
シェディッド自身は当初から日本での展開に多大な興味を示しており、2013年には来日公演と日本でのアルバム・リリースを強く希望し、日本の音楽業界の関心を引くための試みが成されたが実現には至らなかった。
シェディッドは最終的に自身の中国での展開に於ける興行主Kaiguan Cultureと共同制作で、2016年3月28日に初の来日ショーケース・ライブを行った。この時のライブでは、仏教音楽家の松島龍戒による読経および木魚などの仏教楽器のほか、和太鼓パフォーマー・無限-MUGEN（花原京正、花原秀正、古里祐一郎）による和太鼓とのコラボ演奏を1曲ずつ行っている。
同時期にユニバーサル・ミュージック・ジャパンより過去のヒット曲を収録したコンピレーション・アルバムのデジタル盤が発売された。

## ディスコグラフィ

### スタジオ・アルバム
- Le Baptême (1997年)
- Je dis aime (1999年)
- Labo M (2003年) ※インストゥルメンタル
- Qui de nous deux (2003年)
- Mister Mystère (2009年)
- Îl (2012年)
- Lettre infinie (2019年)
- Rêvalité (2022年)

## 映画音楽
- 2002年 : 『天使の肌』Peau d'Ange (挿入歌 J'ai une pensée)
- 2003年 : 『ベルヴィル・ランデブー』Les Triplettes de Belleville (主題歌「Belleville Rendez-vous」の歌、編曲)
- 2003年 : Toutes les filles sont folles
- 2004年 : 『ルパン』Arsène Lupin (挿入歌 Qui es-tu ?)
- 2006年 : 『唇を閉ざせ』Ne le dis à personne
- 2008年 : Titeuf (テレビシリーズ・シーズン3)
- 2011年 : 『モンスター・イン・パリ 響け!僕らの歌声』Un monstre à Paris (DVDスルー)
- 2013年 : Wajma
- 2014年 : 『ブブル』Bouboule 2016年7月15日TV5MONDEで日本語字幕付放映
- 2015年 : Toute première fois (挿入歌 I Kissed a Girl)

## 受賞歴
2000年 
- 最優秀男性アーティスト（ヴィクトワール・ド・ラ・ミュジック）
- 最優秀コンサート・ツアー（ヴィクトワール・ド・ラ・ミュジック）

2005年 
- 最優秀男性アーティスト（ヴィクトワール・ド・ラ・ミュジック）
- 最優秀アルバム「Qui de nous deux ?」（ヴィクトワール・ド・ラ・ミュジック）
- 最優秀コンサート・ツアー（ヴィクトワール・ド・ラ・ミュジック）
- 最優秀音楽DVD「Les Leçons de Musique」[15]（ヴィクトワール・ド・ラ・ミュジック）

2007年 
- 最優秀映画音楽『唇を閉ざせ』 Ne le dis à personne[16]（セザール賞）
- 最優秀映画音楽『唇を閉ざせ』Ne le dis à personne（エトワール・ドール賞）

2011年 
- 最優秀コンサート・ツアー（ヴィクトワール・ド・ラ・ミュジック）

2012年 
- 最優秀映画音楽「モンスター・イン・パリ 響け!僕らの歌声」Un monstre à Paris [17]（セザール賞）

2014年 
- 最優秀コンサート・ツアー（ヴィクトワール・ド・ラ・ミュジック）

マチュー・シェディッドは、フランスのグラミー賞と称されるLes Victoires de la Musique (ヴィクトワール・ド・ラ・ミュジック）の各賞計9つを受賞し、過去受賞者の中で12人目に多く賞を受賞している1人である。